# ヤマトシロアリ

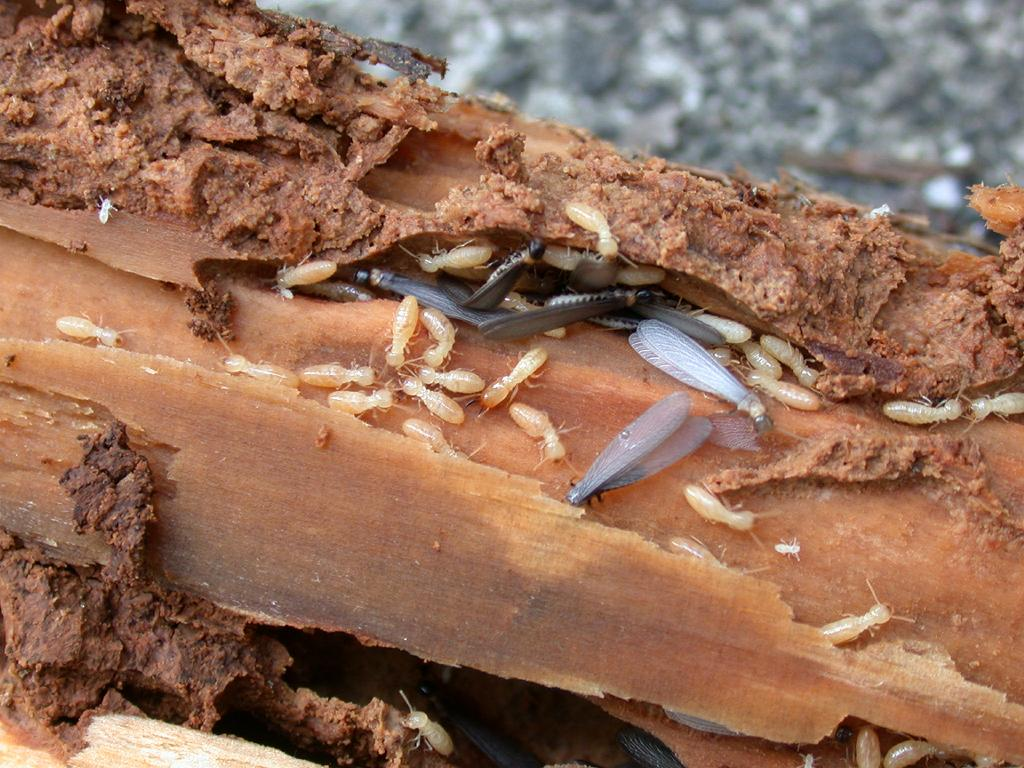
巣の内部・脱出前の有翅虫が見える

ヤマトシロアリ（大和白蟻） Reticulitermes speratus は、ゴキブリ目・ミゾガシラシロアリ科に分類されるシロアリの一種。日本にごく普通に生息するシロアリである。別名、チャノキシロアリ。中国名、黄胸散白蟻。

## 特徴
大きさは有翅虫で5-7mm、働き蟻で4-6mm、女王は大きいもので15mmに達する。イエシロアリに似るが、全体にやや小さい。兵隊アリは、頭部が前後に長く、大顎は鋭く鋏状に発達する。また、有翅虫が全身黒褐色をしており、羽根が薄く黒い色をしている点がはっきりと異なる。

## 生態
他のシロアリと同様社会性昆虫で、集団を成して枯れ木や朽ち木を食べ、その内部に巣を作る。特に湿った材を好む。巣は材の中に網目状に掘られた巣穴からなり、材の外に巣穴を続ける事もあるが、イエシロアリのようにあちこちの材へとトンネルを繋げ、大規模に食害する事はまず無い。また、乾燥に弱く、しめった材にしか入らないこと、自ら水を運ぶことをしない。群れの大きさも、せいぜい1-3万頭程度とされる。
成熟したヤマトシロアリのコロニーは、基本的に女王と王を頂点に、擬職蟻（いわゆる働きアリ、ワーカー）、兵蟻（ソルジャー）、ニンフ（擬蛹）、前兵蟻（「白兵蟻」とも）、幼虫からなり、繁殖期にはニンフから有翅虫が生ずる。また、女王や王が欠けた場合やコロニーの一部が隔離された場合には、複数の副女王や副王が出現し、コロニーの存続が図られる。
女王が産んだ卵は、別室へ働き蟻が運んでゆく。積み上げられた卵には、ターマイトボールが混じることが多い。

### 繁殖
ヤマトシロアリにとって、繁殖とはコロニー内の個体数の増加だけを意味するものではなく、コロニーそのものの増加を意味している。コロニー増加の試みは生殖虫（有翅虫）の結婚飛行（群飛）から始まる。
関東周辺では4月-5月の風が弱く蒸し暑い日の10時から正午頃にかけて生殖虫の群飛が見られる。群飛直前にはコロニーの周囲に多数の生殖虫と兵蟻が出現し、次々と飛び立っていくが飛翔する力はそれほど強くない。生殖虫は群飛後直ちに羽を落とし、パートナーを求めて歩き回る。雌は尾端を少し上げ、そこから雄を誘引するフェロモンを分泌するようである。雄は雌のフェロモンに導かれ、雌に遭遇すると雌の尾部に頭部を付け、あたかも2両編成の黒褐色の電車が動き回るようにして歩き始める。
これらのペアは倒木直下などの湿った土中などに狭い巣を作り、交尾・産卵を開始する。これが新コロニーの創世期であり、最初の働きアリが育つまでは新女王・新王が幼虫を育て上げていくこととなる。しかし、新しいコロニーを形成できるのはごく一部の生殖虫に限られる。生殖虫はなんの武器もなく極めて脆弱であり、群飛時からアリ（オオハリアリ、クロヤマアリなど）やクモ、ツバメやスズメなどの鳥類の餌食になるものが多く、一握りのペアだけが生き残る。
なお、創設期のコロニーにはニンフ（擬蛹）は生じないが、兵蟻は当初から一定割合で生ずることが知られている。
2005年に岡山大学農学部准教授の松浦健二は、ヤマトシロアリは2匹の雌だけでコロニーを形成する場合があり、その場合は単為生殖で繁殖していることを報告した。また、2009年に同じく松浦が、ヤマトシロアリの女王アリが次の世代の女王アリを単為生殖で生むことを報告した。王アリとの近親交配を避けるためと見られている。

## 飼育方法
ヤマトシロアリの飼育は比較的容易で、社会性昆虫の生態観察には格好の材料である。飼育にはやや大型の蓋ができるガラス容器、紙、木片、水があればよい。シャーレで飼育することも可能だが、水分調節が意外に難しく失敗しやすい。ガラス容器内に大型の濾紙などを折り曲げたものを入れた後、スポイトなどで水を吸わせておき、そこに捕獲したコロニーの一部を移せばよい。女王・王の捕獲ができなかった場合でも問題はなく、この場合は、働きアリやニンフから副女王や副王が分化してくる。
擬職蟻は与えた紙を次々と食べていくので、適宜湿らせた紙や木片を追加すればよいが、厚い木片を与えた場合、コロニーが内部に潜り込んで観察困難となる場合があるため注意する必要がある。コロニーは必ずしも暗黒下に置く必要はないが、直射日光下に置くと容器内が高温となり死滅することがあるので注意を要する。
飼育環境が良好な場合、コロニーに様々な変化が生じ始める。コロニー内の幼虫が脱皮して擬職蟻や前兵蟻になったり、前兵蟻が脱皮して兵蟻が生じたりする以外に、女王や王が存在しない容器内で擬職蟻が脱皮してニンフとなり、その後さらに脱皮して副生殖虫となる様子や生殖虫や副生殖虫が交尾・産卵する様子が観察可能である。また、飼育容器内の環境によっては共食い現象が見られる場合もある。場合によっては飼育容器の壁面に蟻道を形成し、容器外への勢力拡大を試みることもある。なお、新女王・新王から新コロニーを作らせることは意外に難しく、ちょっとしたストレスで死滅することが多い。

## 利害
シロアリは材木の害虫として有名であるが、イエシロアリが家全体に被害を与えるのに対して、ヤマトシロアリのそれは部分的で広がりが少ない傾向がある。ただし、場合によっては（雨漏りがいい例）家の二階部分まで食害が及ぶことがある。
利益が生じる例は実際的にはない。特殊な利用として、理科の実験動物として使われる。
- 一つは腸内微生物の観察材料で、多量の超鞭毛虫を中心とする微生物が観察できる。
- もう一つは、足跡フェロモンの観察で、働きアリを紙の上に取りだし、側にボールペンで線を引くと、それについて歩き回るのを観察する事が出来る。これは、ボールペンのインクにヤマトシロアリの足跡フェロモンに類似した成分が含まれているためで、イエシロアリではこの実験は行なえない。また、ボールペンは安物の方が巧く行く。

## 腸内細菌
2020年ヤマトシロアリの腸に生息する腸内細菌は水素を産生していると報告された